# Districtul Mae Lao
Mae Lao (în thailandeză แม่ลาว) este un district (Amphoe) din provincia Chiang Rai, Thailanda, cu o populație de 30.779 de locuitori și o suprafață de 406,0 km².

## Componență
Districtul este subdivizat în 5 subdistricte (tambon), care sunt subdivizate în 63 de sate (muban).
| Nr. | Nume          | În thailandeză | Sate | Locuitori |  |
| --- | ------------- | -------------- | ---- | --------- |  |
| 1.  | Dong Mada     | ดงมะดะ         | 18   | 9,642     |  |
| 2.  | Chom Mok Kaeo | จอมหมอกแก้ว     | 11   | 6,165     |  |
| 3.  | Bua Sali      | บัวสลี           | 12   | 4,389     |  |
| 4.  | Pa Ko Dam     | ป่าก่อดำ         | 13   | 6,227     |  |
| 5.  | Pong Phrae    | โป่งแพร่         | 9    | 4,356     |  |